# Emeritus
Emeritus eller emerita (uttalas eméritus respektive emérita) är en titel som används i kombination med yrkestiteln av bland annat präster och professorer när de gått i pension. Det betecknar att de alltjämt har vissa skyldigheter och rättigheter knutna till den tidigare yrkesverksamheten. 
Titeln härrör från latinets emeritus, vilket betyder "den som har tjänat ut", "veteran". Det var ursprungligen beteckning för pensionerad soldat i romerska hären. Femininformen är emerita och pluralformen emeriti, om endast kvinnor emeritæ. Den fullständiga titeln blir således professor emeritus respektive professor emerita. I pluralis talar man om till exempel emeritipräster eller professorer emeriti (helt på latin: professores emeriti).
Språkrådet vid Institutet för språk och folkminnen rekommenderar att man i svenskan använder emeritus även för kvinnor: dels förespråkar de generellt könsneutrala former, dels anser de att den latinska böjningen har spelat ut sin roll då orden etablerats i svenskan.

## Inom kyrkan
Fram till 1900-talets början innehade präster sina tjänster livet ut. När ett pensioneringssystem skulle införas 1910 inrättades genom Kunglig Majestäts beslut ett begränsat antal så kallade emeriti-löner i varje stift. De äldsta prästerna kunde ansöka om att komma i åtnjutande av en sådan och därmed få lämna sin tjänst. En sådan präst lade ordet ”emeritus” till sin tidigare tjänstetitel, till exempel ”kontraktsprost emeritus”, ”kyrkoherde emeritus”. Den som är "före detta kyrkoherde i X församling" har alltså titeln "kyrkoherde emeritus". År 1927 infördes emeritus-systemet också för biskopar. Den förste som utnyttjade det var Uddo Lechard Ullman, den andre Edvard Herman Rodhe.
Emeritus-/emerita-titeln innebär att en präst/biskop emeritus/emerita fortfarande, trots pensioneringen, är formellt knuten till stiftet och kyrkan. En emeritus/emerita är alltjämt bunden av sina vid präst-/biskopsvigningen avgivna löften och har rätt att förrätta gudstjänster och utföra prästerliga handlingar, till exempel dop och begravning. En emeritus-/emeritapräst kan alltså – under förutsättning att hon eller han fortfarande har förordnande från Kammarkollegiet – utan särskilt förordnande från Svenska kyrkan utföra till exempel en vigsel med civilrättslig rättsverkan. Begreppet "emeritus"/"emerita" kan sägas tydliggöra skillnaden mellan "tjänst" och "ämbete". Åtskillig prästtjänst i Svenska kyrkan utföres idag (2006) av emeritipräster.
Efter att påven Benedictus XVI 2013 avgått från sitt ämbete bar han officiellt titeln pontifex emeritus, i dagligt tal på svenska påve emeritus.

## I universitetsvärlden
När universitetens professorer skulle börja pensioneras infördes 1916 emeritus/emerita-begreppet också för dem. En professor emeritus/emerita är, trots pensioneringen, fortfarande knuten till sitt universitet och till sin vetenskapliga fakultet och institution med rätt att tjänstgöra där och i mån av utrymme också fortsättningsvis ha tjänsterum där och sin forskarplats i till exempel ett laboratorium.
Det historiska begreppet ”emeritus”/"emerita" har alltså en bestämd innebörd. Begreppet skiljer sig från beteckningen före detta och kan av nämnda skäl inte på ett seriöst sätt knytas till andra yrkeskategorier än präster och professorer. Emeritus-/emerita-begreppet används endast vad gäller en persons sluttjänst samt innehavare av ordinarie eller fullvärdiga utnämningar. En ordinarie professor som lämnar sin tjänst för att ta ett annat arbete (till exempel en juristprofessor som blir justitieråd) kan inte tituleras "emeritus"/"emerita", utan blir därmed – om man nu vill att professorstiteln skall hänga kvar – före detta professor eller förutvarande professor. 
Den som i särskild ordning av regeringen tilldelats hederstiteln ”professors namn” eller av biskopen utnämnts till "prost honoris causa" har emellertid titeln ”professor” eller "prost" livet ut och får aldrig tillägget ”emeritus”/"emerita". 

## Andra sammanhang
Begreppet "emeritus"/"emerita" används även studentikost och mera skämtsamt för före detta innehavare av förtroendeuppdrag inom studentkårer eller studentnationer.